# 哈里曼 (紐約州)
哈里曼（英語：Harriman）是位於美國紐約州奧蘭治縣的村。

## 人口
根據2020年美國人口普查的數據，哈里曼的面積為2.65平方千米，當中陸地面積為2.60平方千米，而水域面積為0.00平方千米。當地共有人口2714人，而人口密度為每平方千米1,024人。